# A las barricadas
A las barricadas (česky: Na barikády) byla jedna z nejpopulárnějších písní španělských anarchistů během španělské občanské války. Hudba je inspirována polskou písní Varšavjanka (1905). Text napsal Valeriano Orobón Fernández v roce 1936.
„Konfederace“ zmíněná v poslední sloce označovala Národní konfederaci práce (CNT) (Confederación Nacional del Trabajo), hlavní anarchistickou organizaci Španělska a jednu z největších sil bojujících proti nacionalistům během občanské války.

## Text
| Negras tormentas agitan los aires nubes oscuras nos impiden ver Aunque nos espere el dolor y la muerte contra el enemigo nos llama el deber. El bien más preciado es la libertad hay que defenderla con fe y con valor. Alza la bandera revolucionaria que llevará al pueblo a la emancipación En pie el pueblo obrero a la batalla hay que derrocar a la reacción ¡A las Barricadas! por el triunfo de la Confederación. | Černé blesky křižují oblohu Temná mračna nás oslepují Ač nás čeká bolest a smrt Musíme zaútočit na nepřítele Nejdražší dobro Je svoboda A my si ji musíme chránit S odvahou a vírou Vztyčte revoluční prapor který povede lid k osvobození Pracující lid se postaví do boje reakce musí být poražena Na barikády! Na barikády! Za triumf Konfederace |  |